# George Memmoli
George Memmoli (New York, 3 agosto 1938 – Los Angeles, 20 maggio 1985) è stato un attore statunitense.

## Biografia
Amico del regista Martin Scorsese, che lo diresse nei film Mean Streets - Domenica in chiesa, lunedì all'inferno (1973) e New York, New York (1977), ne fu anche collaboratore nella realizzazione del documentario Ragazzo americano (American Boy: A Profile of Steven Prince) del 1978.
Interpretò il ruolo di Philbin ne Il fantasma del palcoscenico (1974) di Brian de Palma e quello di Jenkins in Tuta blu (1978), il film di esordio del regista Paul Schrader. Ebbe un ruolo anche nel film Rocky (1976) di John G. Avildsen.
A causa delle ferite riportate in un incidente avvenuto durante le riprese del film Il reduce, Memmoli fu costretto a rifiutare la parte del passeggero disturbato in Taxi Driver (1976) che venne alla fine interpretata dal regista del film, Martin Scorsese. Secondo quanto riporta Scorsese stesso, le ferite subite contribuirono alla morte prematura di Memmoli nel 1985.

## Filmografia parziale

### Cinema
- The Harrad Experiment, regia di Ted Post (1973)
- Mean Streets - Domenica in chiesa, lunedì all'inferno (Mean Streets), regia di Martin Scorsese (1973)
- Harrad Summer, regia di Steven Hilliard Stern (1974)
- Il fantasma del palcoscenico (Phantom of the Paradise), regia di Brian De Palma (1974)
- Un gioco estremamente pericoloso (Hustle), regia di Robert Aldrich (1976)
- I Wonder Who's Killing Her Now?, regia di Steven Hilliard Stern (1976)
- Hot Potato, regia di Oscar Williams (1976)
- Candidato all'obitorio (St. Ives), regia di J. Lee Thompson (1976)
- Rocky, regia di John G. Avildsen (1976)
- New York, New York, regia di Martin Scorsese (1977)
- Il più grande amatore del mondo (The World's Greatest Lover), regia di Gene Wilder (1977)
- Il reduce (The Farmer), regia di David Berlatsky (1977)
- Tuta blu (Blue Collar), regia di Paul Schrader (1978)
- Ragazzo americano (American Boy: A Profile of Steven Prince), regia di Martin Scorsese (1978) - Documentario
- Sacco a pelo a tre piazze (The Sure Thing), regia di Rob Reiner (1985)

### Televisione
- Laverne & Shirley – serie TV, 1 episodio (1977)
- Hello, Larry – serie TV, 17 episodi (1979)
- Il mio amico Arnold (Diff'rent Strokes) – serie TV, 1 episodio (1979)

## Doppiatori italiani
Nelle versioni in italiano delle opere in cui ha recitato, George Memmoli è stato doppiato da:
- Paolo Lombardi in Mean Streets - Domenica in chiesa, lunedì all'inferno
- Luciano De Ambrosis ne Il fantasma del palcoscenico
- Giorgio Piazza in Candidato all'obitorio
- Franco Odoardi in Rocky
- Federico Danti in Hello, Larry
- Elio Pandolfi in Sacco a pelo a tre piazze